# Jopia

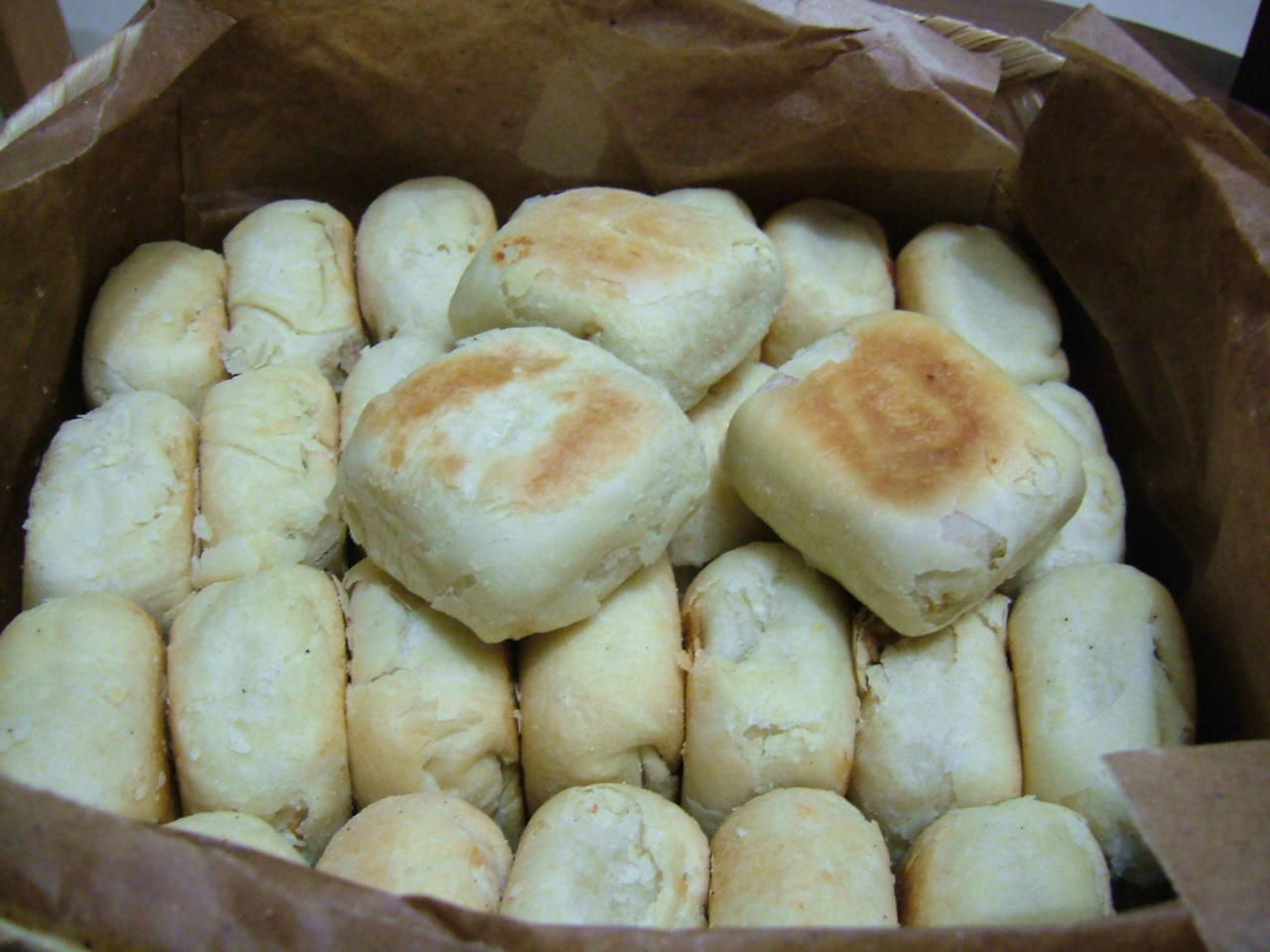
Jopias en una bolsa de papel

La jopia (en chino tradicional, 好餅; en chino simplificado, 好饼; pe̍h-ōe-jī, hó-piáⁿ; literalmente, ‘buen pastel’; en filipino, hopya) se trata de pasteles con forma redonda típicos de la cocina filipina e indonesia. Estos bollos se rellenan generalmente de mungo, pero también se pueden rellenar de ube, chocolate, durio, piña y otros.
En Indonesia, se conoce como bakpia en malayo (en chino tradicional, 肉餅; en chino simplificado, 肉饼; pe̍h-ōe-jī, bah-piáⁿ; literalmente, ‘pastel de carne’). La bakpia Pathok es una variante que toma su nombre de la parte de Yogyakarta de donde se origina. Se vende en muchas tiendas de la ciudad.